# Charleville-musköt
Charleville-gevären var franska musköter i kaliber .69 i bruk under 1700-talet samt 1800-talet.

## Historik
Marin le Bourgeoys skapade det första riktiga flintlåsvapnet för kung Ludvig XIII, kort efter hans trontillträde år 1610.Under 1600-talet tillverkades flintlåsmusköter i en mängd olika modeller.
År 1717, standardiserades ett flintlåsgevär för den franska hären. Detta blev det första standardgeväret att utfärdas till alla franska trupper. Även om det är mer korrekt kallat en Fransk infanterimusköt eller ett Franskt infanterigevär, blev dessa gevär kända som "Charleville-gevär" eller "Charleville-musköter", efter arsenalen i Charleville-Mézières, Ardennerna, Frankrike. Det franska standardgeväret tillverkades också i Tyll, Saint-Étienne, Maubeuge Arsenal och andra platser. Samtidigt som det tekniskt sett inte är det korrekta namnet för dessa musköter, går bruket av namnet Charleville tillbaka till Amerikanska frihetskriget, när amerikaner hade benägenheten att hänvisa alla muskötmodellerna som "Charlevilles". Namngivningen av dessa musköter är ej följdriktig. Några hänvisningar hänvisar endast till Modell 1763 och senare versioner som "Charleville flintlock muskets", medan andra hänvisar till alla modeller som "Charleville". Charleville-gevärets formgivning förfinades flera gånger under dess tjänstgöringstid. Senare modeller av Charleville-gevär förblev i tjänst fram till år 1840 när slaglåssystem gjorde flintlåsmekanismer föråldrade.

## Kännetecken
Charleville-musköter hade slätborrade pipor. Studsare var mer träffsäkra än slätborrade gevär, men militära befälhavare gynnade slätborrat på slagfältet eftersom patronen från en studsare var tvungen att passa väl i pipan och blev mycket svårt att ladda efter några få skott eftersom svartkrutet snabbt slaggade igen pipan. Studsarens längre räckvidd och bättre träffsäkerhet ansågs vara av föga värde på ett slagfält som snabbt skymdes av svartkrutsrök. Som alla slätborrade gevär var Charleville-geväret bara träffsäkert till cirka etthundra meter mot en kolonn av män, eller 37 till 46 meter mot en enda manstort mål.
Kalibern på Charleville-geväret var något mindre än sin största konkurrent; det brittiska Brown Bess-geväret (.75). Den mindre kulan var avsiktligt utvald för att minska vikten i fält, men hade fortfarande tillräckligt stor massa för att vara effektiv som en militär projektil. Charleville-gevärets kolv, som var så kallat 'helstockat', var oftast gjord i valnöt.
Charleville-musköter användes inte i strid som ett modernt gevär. Istället avfyrades Charleville-musköter i massformationer [en masse]. I modern krigföring anses tillämpande av bajonetter vara en sista desperat utväg, men vid tiden för Charleville-geväret spelade de en mycket mer betydande roll på slagfältet och som ofta stod för ungefär en tredjedel av alla stupade. Musköter spelade en tudelad roll på slagfältet; ett avståndsvapen och som ett pikliknande vapen i närstrid. Detta bruk som pik föreskrev Charleville-muskötens allmänna längd och vikt. En kortare vapen kunde ej brukas som pik, och dess vikt var en balans mellan att vara tillräckligt tung för att användas som en pik eller klubba, men vara tillräckligt lätt för att bäras och användas av gängse infanterister.
Eldhastigheten berodde på soldatens färdighet vilket vanligtvs var runt tre skott i minuten. Charlevilles pipa hölls på plats av tre pipringar. Det här gjorde Charlevill-geväret tåligare än Brown Bess-geväret som hade sprintar för att hålla pipan på plats. Gevärskolven på Charleville-musköten hänvisades ibland som "patte de vache"(franska för "kos fot") eftersom dess form var utformad att användas som klubba i närstrid.
Charleville-musköter var mynningsladdade och hade flintlåsmekanism. De sköts vanligtvis med en rundkula men kunde avfyras med annan ammunition såsom flera mindre kulor och/eller och småhagel eller endast vanligt hagel.

## Varianter

### Modell 1717
Efter åtskilliga muskötmodeller i slutet av 1700-talet och början 1800-talet, standardiserades infanterigeväret till vad som skulle bli Modell 1717. Denna modell standardiserade de flesta av de olika särdragen som skulle vara gemensama för alla efterföljande modeller, såsom en .69-kalibers pipa med en ungefärlig längd av 1524 mm och en ungefärlig vikt av 4,1 till 4,5 kilogram. I och med uppkomsten av 1717 års modell kom även den slätborrade pipan och flintlåsmekanismen att bli standard.
Till skillnad från senare modeller, hade Modell 1717 en faststiftad pipa liknande den utformning som den brittiska Brown Bess hade. Den hade också en enkel pipring på mitten av pipan och fyra järnrör som höll en laddstake i trä. Alla beslag var i järn.
Modell 1717 hade en 1168 millimeters pipa med en totallängd på 1575 millimeter och vägde cirka fyra och ett halvt kilogram.
Totalt tillverkades 48 000 av Modell 1717.

### Modell 1728
Modell 1728 ersatte den stiftfästa pipan med en pipa som hölls på plats av tre pipringar, som skulle bli standard på alla efterföljande Charleville-musköter. Pipringens utformning var inte bara lättare att plocka isär för rengöring, men den var också tåligare, vilket var ett viktigt hänsynstagande i bajonettstrid.
Låset förnyades också, med ett längre eldstål och en något modifierad utformning på hanen.
Bland de förändringar som kom till under 1740-talet ingick standardiserat bruk av laddstake i stål år 1741, och efter 1746 hade nyframställda musköter fängpannelockgrimman borttagen. Andra smärre ändringar gjordes också genom 1728 års models tillverkningsperiod. Dessa modifierade versioner anses i allmänhet vara smärre varianter av Modell 1728, och anses normalt inte vara en enskild och utpräglad muskötmodell.
Totalt tillverkades 375 000 av Modell 1728.

### Modell 1763
Efter Sjuårskriget (i Sverige även känt som Pommerska kriget) omformades det franska infanterigeväret som resulterade i Model 1763.
Pipan förkortades från 1168 millimeter till 1117 millimeter och det oktangonala bakstycket på tidigare modeller erstattes med en mer rundad utformning. Kolvens utpräglade "kofotkolv" modifierades till en mer uträtad formgivning. Laddstaken fick en mer trumpetformad ände.
Emellertid kortare i längd, var Modell 1763 avsedd att vara tyngre och härdigare och vägde över fyra och ett halvt kilogram.
Totalt tillverkades 88 000 av Modell 1763.

### Modell 1766

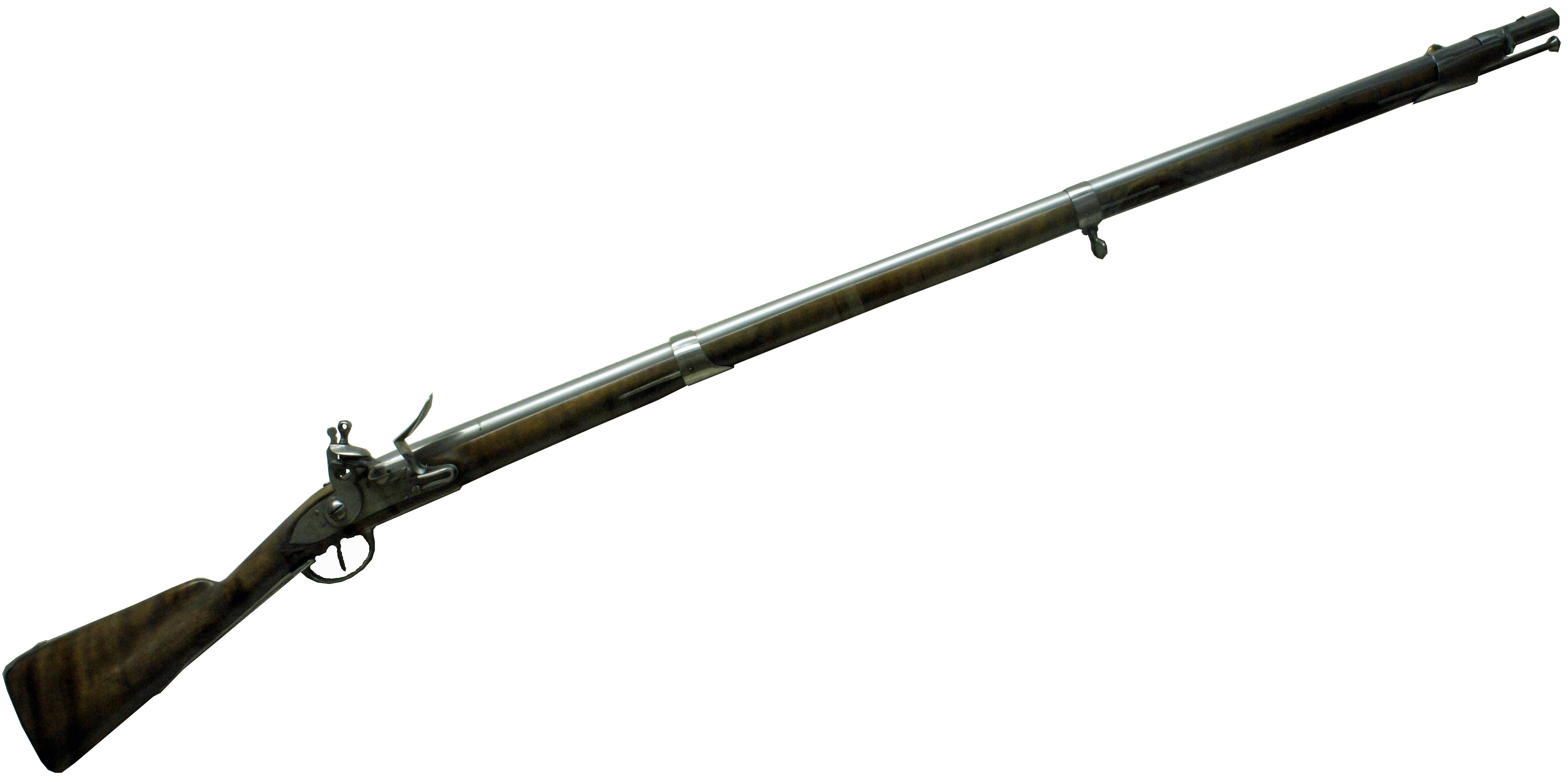
Modell 1766

1763 års modells härdigare formgivning visade sig vara litet för tung, så år 1766 minskades vikten på muskötens utformning. Pipväggen gjordes tunnare, låset förkortades, kolven förminskades och laddstakeskyddet ersattes med en stiftfjäder under bakstycket. Den trumpetformade laddstaken på 1763 års modell övergavs till förmån för en laddstake med en lättare knappformad ände.
Även om det brukar anses vara en enskild modell, så kallas Modell 1766 ofta som "Lätt model 1763", särskilt i Amerikanska frihetskrigsfakturor.
Trots nedbantning, visasdes sig Modell 1766 vara stryktålig och tillförlitlig.
Totalt tillverkades 140 000 av Modell 1766.

### Modeller 1770 till 1776
Flera ändringar gjordes hos Charleville-musköter under 1770-talet. Hänvisningar är inte överensstämmande med hänsyn till namngivningen av dessa modeller. Vissa anser många av dem att vara utpräglade modeller medan andra anser dem vara endast varianter av tidigare modeller. De flesta ändringar under denna tidsrymd var förhållandevis smärre.
Modell 1770 hade en modifierat låsskiva, starkare pipringar och en modifierad bågfjäder. Modell 1771 fick sin bajonettapp flyttad och förstärkt pipa. Modellerna 1770 och 1771 är ofta grupperade tillsammans som en enda modell. Modell 1773 var sig lik från tidigare modeller, men fick återigen sin laddstaksbågfjäder ändrad. Modell 1773 anses ofta vara en smärre variant av Modell 1770/1771. Modell 1774 hade en kortare varbygel och svansen på eldstålet skars kvadratiskt. Utformningen på laddstaken ändrades också på Modell 1774 vilket gav det mer av ett päronformat huvud.På samma sätt gjordes smärre förändringar på Modell 1776 vilket ofta inte anses vara en enskild modell.
Under 1770-talet ändrades kolven på ett icke-följdriktigt sätt. Vissa musköter framställdes med en mycket mer markant bakkappa än andra vilka hade en nästan obefintlig bakkappa
Totalt tillverkades 70 000 av Model 1770 till 1776.

### Model 1777

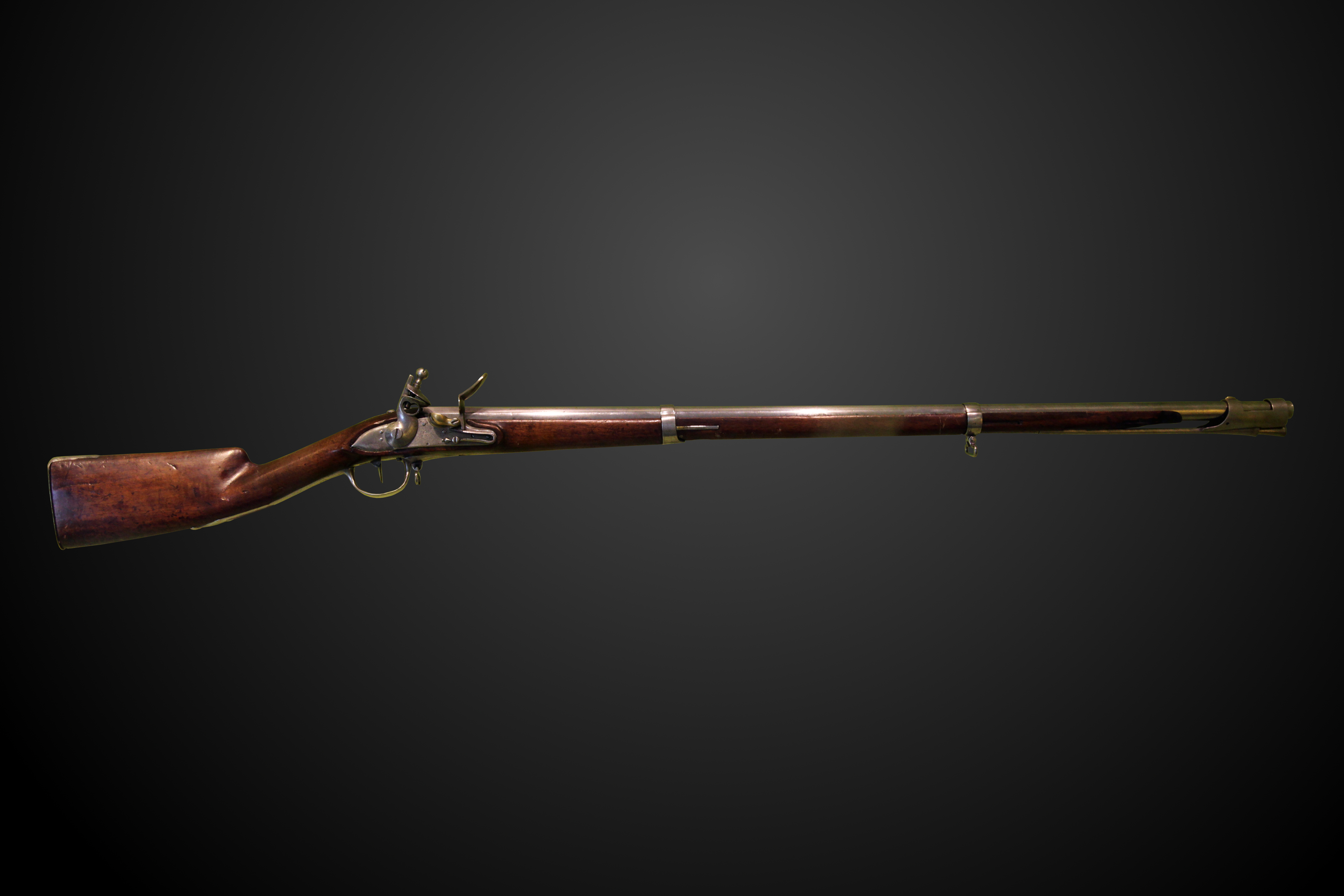
Modell 1777 tillverkad under den franska revolutionen

Återigen blev formgivningen på kolven ändrad på Model 1777 med kindstöd utskuret på insidan av gevärskolven. Model 1777 visade även up en snedställd fängpanna och grimma i mässing och en ändrad varbygel med två bakre fingeråsar.
Modell 1777 förmodas ofta felaktigt ha varit i bruk av stora antal av rebellstyrkor under Amerikanska oavhängighetskriget. Det var överlag bara använt av franska trupper som var i tjänst på amerikansk jord såsom under general Rochambeaus befäl. Amerikanska trupper blev istället beväpnade med antingen Modell 1763 eller Modell 1766.

### Andra varianter
År 1754 införde Frankrike en kortare Officer-version av Charleville-geväret.
De flesta modeller tillverkades i kortare dragoon-versioner som i allmänhet var ungefär 254 millimeter kortare än deras infanterimotsvarighet. Modell 1763, 1766, och 1777 var alla tillgängliga i en kavalleri-version. Dessa kallas ofta för karbin-versioner.
Modell 1777 Artillery-version hade en 914 millimeters pipa och en totallängd på 1295 mm. Beslagen var oftast gjorda i mässing.
Modell 1777 dragoon-versionen hade en 1066 millimeters pipa och en totallängd på 1447 millimeter. De flesta beslagen var gjorda i mässing.
Modell 1777 Marin-version liknande dragoon-versionen i längd. Alla beslag på marin-versionen var gjorda i mässing.
Ryska Modell 1808 var till stor del bygd på Charleville Modell 1777:s formgivning. Denna musköt kallas ofta för en "Tula-musköt" eller "Tula-gevär"eftersom de flesta var tillverkade i Tula och bar dess namn på sina lås. Tula-geväret tillverkade med endast smärre förändringar fram till 1845, då det ersattes av en slaglåsmusköt.
Nederländska Modell 1815 Nr. 1 och Nr. 2 såväl som Koloniaal Model 1836 och– Modell 1837, var starkt grundade på Modell 1777 Corrigé en l'an IX.
Charleville-musköter blev också kopierade av Österrike, Belgien och Preussen.
På 1830-talet och 1840-talet omvandaldes många gamla Charleville-gevär (främst senare modeller) till slaglås. Flera nederländska gevär blev till och med omvandlade till bakladdare i och med det bakladdade Snider-systemet på 1860-talet.

## Bruk

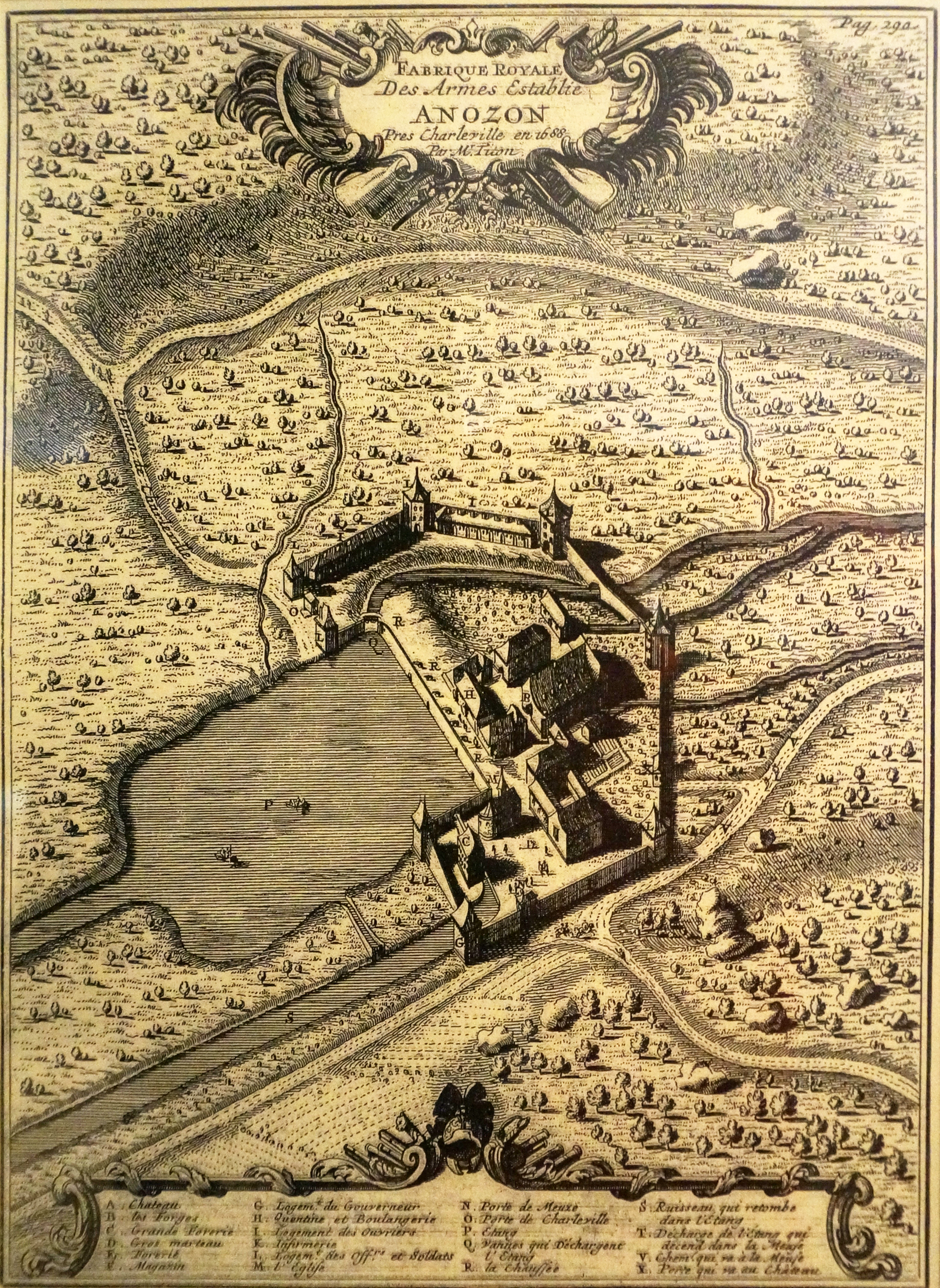
Historiskt fågelperspektiv över arsenalen vid Charleville

Ett stort antal Charleville-gevär av modell 1763 samt Modell 1766 skeppades till Förenta Staterna från Frankrike under Amerikanska oavhängighetskriget, vilket till stor del berodde på Marquis de Lafayette.Charleville modell 1766 påverkade starkt formgivningen av Springfield infanterigevär modell 1795.
Modellen 1766 och 1777 användes också av fransmännen under deras deltagande i Amerikanska frihetskriget.
Modell 1777 användes genom Franska revolutionen och Napoleonkrigen. Det var i tjänst, åtminstone delvis, fram till mitten av 1840-talet.
Modern kopior av Charleville-musköter tillverkas av flera tillverkare. Dessa används av folk som levandegör historia i både Amerika och Europa.